# In My Merry Oldsmobile
"In My Merry Oldsmobile" uma canção popular de 1905, com música de Gus Edwards e letra de Vincent P. Bryan.
O refrão da música é uma das canções mais duradouras voltadas para automóveis. Os versos, ligeiramente sugestivos (para os padrões de 1905), falam de um casal que corteja e se apaixona durante uma viagem em um novo Oldsmobile.